# Coalition islamique militaire pour combattre le terrorisme
La Coalition islamique militaire pour combattre le terrorisme (CIMCT) est une coalition formée à l'initiative de l'Arabie saoudite fin 2015. Elle est destinée essentiellement à combattre le terrorisme, c'est-à-dire la rébellion des Houthis au Yémen et l'État islamique en Irak, Syrie et Libye.

## Historique
La Coalition islamique militaire pour combattre le terrorisme a été ébauchée par la coopération militaire avec l'Arabie saoudite, l'Égypte, la Jordanie, le Soudan, le Maroc, le Qatar (exclu en 2017 à la suite de la crise du Golfe), le Pakistan, le Koweït, Bahreïn, ainsi que les Émirats arabes unis pour le lancement de l'opération militaire aérienne Tempête décisive au Yémen. C'est finalement en décembre 2015 que la Coalition islamique militaire pour combattre le terrorisme voit officiellement le jour. Outre ses engagements militaires, elle mènera notamment l'exercice militaire Tonnerre du Nord entre le 28 février 2016 et le 10 mars 2016,.

## Engagements
La Coalition islamique militaire pour combattre le terrorisme est actuellement engagée dans deux conflits :
- La guerre civile yéménite : l'Alliance militaire islamique mène des opérations aériennes et terrestres au Yémen contre la rébellion des Houthis ;
- La lutte contre l'État islamique : c'est l'un des objectifs annoncés de l'Alliance militaire islamique[4], qui mène des frappes aériennes en Syrie.

## Liste des pays membres et leurs armées
| Pays arabes musulmans participant à la coalition                        | Pays non-arabes participant à la coalition  | Pays arabes musulmans ne participant pas à la coalition                                                       |
| ----------------------------------------------------------------------- | ------------------------------------------- | --- |
| Arabie saoudite (pays fondateur)                                        | Turquie                                     | Oman (Non membre lors de sa création en 2015 mais a annoncé son adhésion le 28 décembre 2016)[réf. souhaitée] |
| Émirats arabes unis                                                     | Pakistan (nie faire partie de la coalition) | Yémen (Gouvernement non officiel du Yémen dirigé par les rebelles houthis et non membre de la coalition)      |
| Maroc                                                                   | Bangladesh                                  | Irak |
| Koweït                                                                  | Niger                                       | Syrie |
| Bahreïn                                                                 | Sénégal                                     | Algérie |
| Égypte                                                                  | Malaisie (nie faire partie de la coalition) | Qatar (exclu en 2017 à la suite de la crise du Golfe)                                                         |
| Jordanie                                                                | Maldives                                    | |
| Liban                                                                   | Mali                                        | |
| Palestine                                                               | Togo                                        | |
| Tunisie                                                                 | Sierra Leone                                | |
| Mauritanie                                                              | Gabon                                       | |
| Yémen (Gouvernement officiel du Yémen (président Abdrabbo Mansour Hadi) | Côte d'Ivoire                               | |
| Soudan                                                                  | Nigeria                                     | |
| Somalie                                                                 | Bénin                                       | |
| Comores                                                                 | Tchad                                       | |
| Djibouti                                                                |                                             | |

## Membres
Les pays membres annoncés sont : 
- L'Arabie saoudite elle-même et les autres pays du Golfe : Qatar, Émirats arabes unis, Koweït, Bahreïn, Oman (depuis le 28/12/2016)
- La Turquie, qui est aussi membre de l'OTAN
- Yémen (gouvernement officiel)
- Au Levant, le Liban, la Jordanie et l'Autorité palestinienne
- En Afrique du Nord, le Maroc, la Libye, l'Égypte, et la Tunisie - mais pas l'Algérie
- Dans l'arc sahélien, la Mauritanie, le Niger, le Mali et le Tchad
- En Afrique tropicale, l'Érythrée, le Soudan, le Togo, Djibouti, le Sénégal, la Sierra Leone, la Somalie, le Gabon, la Guinée, la Côte d'Ivoire, le Nigeria et le Bénin
- En Asie, le Bangladesh
- Dans l'océan Indien, les Comores et les Maldives.

La Malaisie et le Pakistan, annoncés comme membres de la coalition, nient par la suite en faire partie.